# Carl Lindegren
Carl Johan Lindegren, född 1770 i Lindesberg, död den 1 maj 1815, var en svensk författare.
Efter studier vid Uppsala universitet blev Lindegren sekreterare vid Kungliga Operan. Hans oordentliga levnadssätt tvingade honom snart att ta avsked och förde honom flera gånger till gäldstugan, där han också avled. Lindegrens folkliga och lättfattliga författarskap åtnjöt stor popularitet. Han skrev dryckesvisor och skillingtryck samt dramer, som är tidstypiska i sin sentimentala, av August von Kotzebue påverkade stil. Den karaktäriseras av titlar som Den blinde älskaren, Den försonade fadern och Kärlek och hemsjuka. Under öknamnet "Stupidobex" kom den nya skolan (fosforisterna) av författare att håna hans "huslighetsdramer" i tidskriften Polyfem.

## Översättningar
- De ädelmodige bönderne eller Dygden tillhör alla stånd av Jacques Marie Boutet de Monvel.[3]